# Discoxenus
Discoxenus – rodzaj chrząszczy z rodziny kusakowatych i podrodziny rydzenic.

## Morfologia
Chrząszcze o ciele odwrotnie łezkowatym w zarysie, długości poniżej 3 mm, ubarwione głównie pomarańczowobrązowo, wyraźnie połyskujące.
Poprzeczną, najszerszą na wysokości dobrze wykształconych oczu złożonych głowę pokrywają rozproszone pory. Występy puszki głowowej i nadustek tworzą półkę ponad panewkami czułkowymi. Na zapoliczkach i przednim brzegu nadustka rośnie kilka szczecinek. Warga górna jest poprzeczna, pośrodku przedniej krawędzi wklęśnięta. Żuwaczki są niesymetryczne – na prawej obecny jest ząbek. Głaszczki szczękowe są pięcioczłonowe. Pieniek ma basistipes częściowo lub całkowicie zrośnięty z palpiferem. Głaszczki wargowe są czteroczłonowe. Bródka ma dwie pary szczecinek długich i jedną krótkich. Krótka i silnie ku tyłowi rozszerzona gula zrośnięta jest z podbródkiem. Czułki buduje jedenaście członów. Te od trzeciego wzwyż są wrzecionowate, drugi zaś jest drobny.
Półkoliste, wysklepione przedplecze całkowicie nakrywa głowę i rzeźbione jest drobnymi porami. Pokrywy mają półprzejrzyste tylne brzegi. Skrzydła tylnej pary są w pełni wykształcone. Na krótkim przedpiersiu widnieje żeberko. Zapiersie jest dwukrotnie dłuższe od śródpiersia. Odnóża są krótkie i płaskie. Stopy tylnej pary mają pięć, a pozostałych par cztery człony. 
Odwłok zwęża się stopniowo ku tyłowi. Dziesiąty tergit ma trzy pary szczecinek makroskopowych na tylnej krawędzi i podzielony jest całkowicie tergitem dziewiątym, zaopatrzonym w pięć szczecinek makroskopowych. Genitalia samca mają środkowy płat edeagusa z nie krótszą od części wierzchołkowej kapsułą nasadową oraz nie krótszym od części wierzchołkowej narządem kopulacyjnym. Paramery mają wąski, oddzielony od paramerytu kondylit. Na wewnętrznej stronie paramerytu leży woreczek welarny ze sklerytem zaopatrzonym od trzech do sześciu szczecinek.

## Ekologia i występowanie
Owady te są termitofilami zasiedlającymi gniazda termitów z rodzajów Odontotermes i Hypotermes należących do podrodziny Macrotermitinae.
Rodzaj rozmieszczony jest w krainie orientalnej od Indii przez Mjanmę, Kambodżę i Tajlandię po Malezję. Najwięcej, dziewięć gatunków stwierdzono w Kambodży.

## Taksonomia
Takson ten wprowadzony został w 1904 roku przez Ericha Wasmanna na łamach „Zoologische Jahrbücher”. W tej samej publikacji opisany został D. assmuthi, którego w 1920 roku Robert Lucas wyznaczył gatunkiem typowym rodzaju. Redeskrypcji rodzaju dokonali w 2015 roku Taisuke Kanao i Munetoshi Maruyama.
Do rodzaju tego należy 16 opisanych gatunków:
- Discoxenus acuticornis Wasmann, 1916
- Discoxenus assmuthi Wasmann, 1904
- Discoxenus cambodiensis Kanao et Maruyama, 2015
- Discoxenus crassicornis Wasmann, 1916
- Discoxenus hirsutus Kanao et Maruyama, 2015
- Discoxenus indicus Kistner, 1982
- Discoxenus kakizoei Kanao et Maruyama, 2015
- Discoxenus katayamai Kanao et Maruyama, 2015
- Discoxenus kohkongensis Kanao et Maruyama, 2015
- Discoxenus krishnai Kistner, 1982
- Discoxenus latiabdominalis Kanao et Maruyama, 2015
- Discoxenus lepisma Wasmann, 1904
- Discoxenus lucidus Kanao et Maruyama, 2015
- Discoxenus malaysiensis Kistner, 1982
- Discoxenus minutus Kanao et Maruyama, 2015
- Discoxenus phourini Kanao et Maruyama, 2015